# Go-Nijō
Cesarz Go-Nijō (jap. 後二条天皇 Go-Nijō tennō; ur. 9 marca 1285 r., zm. 10 września 1308) – 94. cesarz Japonii, według tradycyjnego porządku dziedziczenia.
Przed wstąpieniem na tron nosił imię książę Kuniharu (jap. 邦治親王 Kuniharu-shinnō). Był najstarszym synem cesarza Go-Uda.
Go-Nijō panował w latach 1301–1308.
Mauzoleum cesarza Go-Nijō znajduje się w Sakyō-ku w Kioto. Nazywa się ono Kitashirakawa no misasagi.